# Mei Hasegawa
Mei Hasegawa (japanisch 長谷川 芽衣 Hasegawa Mei; * 18. Mai 2003) ist eine japanische Tennisspielerin.

## Karriere
Hasegawa begann mit fünf Jahren das Tennisspielen und bevorzugt Hartplätze. Sie spielt vor allem auf Turnieren der ITF Women’s World Tennis Tour, bei denen sie bislang einen Titel im Doppel gewonnen hat.
2020 erreichte Hasegawa mit ihrer Partnerin Erika Matsuda mit Siegen über Mara Guth/Angelina Wirges und Océane Babel/Flavie Brugnone das Viertelfinale im Juniorinnendoppel der French Open, wo sie dann gegen das italienische Doppel Eleonora Alvisi und Lisa Pigato mit 4:6 und 0:6 verloren.
2021 verlor sie bei den French Open im Juniorinneneinzel in der ersten Runde gegen Jekaterina Maklakowa mit 6:2, 1:6 und 2:6. Im Juniorinnendoppel erreichte sie mit Partnerin Valencia Xu mit Siegen über Océane Babel/Solana Sierra und Ashlyn Krueger/Madison Sieg das Viertelfinale, wo die beiden dann gegen Victoria Jiménez Kasintseva und Linda Nosková mit 1:6 und 0:6 verloren. In Wimbledon erreichte sie über die Qualifikation das Hauptfeld im Juniorinneneinzel, wo sie in der ersten Runde gegen Julia Middendorf mit 5:7 und 2:6verlor.

## Turniersiege

### Doppel
| Nr. | Datum         | Turnier             | Kategorie | Belag     | Partnerin   | Finalgegnerinnen                  | Ergebnis |
| --- | ------------- | ------------------- | --------- | --------- | ----------- | --------------------------------- | -------- |
| 1.  | 11. März 2023 | Scharm asch-Schaich | ITF W15   | Hartplatz | Wu Ho-ching | Aglaja Fjodorowa Katarína Kužmová | kampflos |